# 江焯開
江焯開，BBS，MH，JP（1947年8月24日—），香港法律界人士、香港公益金副主席。他早期入職警隊，1980年代轉為律師，往後接觸公共服務和慈善工作。既是前九龍樂善堂主席，又是前香港康體發展局副主席。

## 背景

### 個人發展
江焯開上有3名兄長，自己排行第4，其中一名兄長是房屋署前助理署長江焯勳。其父親江兆智經營染料行生意，是深水埗街坊福利會慈善部副主任。江焯開早年在九龍深水埗成長，於同區一所小學就讀初小，約1958年轉讀福榮街官立小學（1960年小六，為該校校友會幹事），繼而入讀模範英文中學（1965年中五）。他於1966年6月加入香港警務處，任職督察，駐守油麻地警署，1972年6月晉升為總督察。當時他是警察機動部隊教官，1971年獲安排到英格蘭 Police Staff College, Bramshill 深造警政。離職前曾任職毒品調查科，於1972年11月參與販毒集團首腦吳錫豪（跛豪）被捕案件，調查其叔叔吳振坤與集團的關係。江焯開在職期間報讀香港大學法律系學士學位，並在1978年畢業。其後他於1979年取得香港大學法學專業證書，是香港首位警務人員報讀該證書學位。
當他服務警隊至大約1980年，他便轉投法律界。1982年獲香港律師會認許為執業律師，1988年完成香港大學法學碩士學位。江焯開及後於1990年代末成為范紀羅江律師行高級合夥人，2000年獲准為中國委託公證人，2006年獲准為香港婚姻監禮人，2012年則獲認可為香港國際仲裁中心調解員。
慈善工作方面，江焯開早於1983年首度出任九龍樂善堂總理，分別於1992年至1993年及1996年至1997年間獲選為副主席，1997年至1999年被推舉為主席。直至2000年代中，他再度出任樂善堂常務總理。此前他於1988年至1989年間擔任香島獅子會主席。
因致力服務九龍城區社區和為樂善堂從事義務工作，江焯開於1998年獲香港特別行政區政府頒授榮譽勳章。2000年7月獲委任為非官守太平紳士。2009年基於參與公共與社區服務，尤以制訂更生人士重新融入社會策略的表現傑出而獲頒銅紫荊星章。

### 公職貢獻
江焯開活躍於公職項目，1985年至1987年擔任過香港醫務委員會委員，自1991年至今獲邀成為醫院管理局屬下委員會成員，亦出任過社區參與助更生委員會主席（1999年至2008年）、九龍城區撲滅罪行委員會主席（2000年至2003年）、獨立監察警方處理投訴委員會觀察員（至2003年）、懲教署投訴上訴委員會成員、懲教署體育會慈善基金資助計劃顧問委員會主席以及懲教署人員子女教育信託基金委員會主席（約2006年至2012年）。
在眾多公職之中，他較為人認識的是獲委任為香港康體發展局副主席（1998年之前至2003年）。2002年，他與康體局成員就聘用前香港立法會議員程介南，以致影響政府委任康體局董事一事，成立臨時檢討委員會進行調查，但於同年1月退出檢討工作。而其另一項長期負責的公職為香港公益金董事兼執行委員會副主席。他於1999年起任董事兼第三副會長，2005年起改任副主席至今。

### 其他資料
本身是僑港江氏宗親會名譽會長的江焯開，於1993年至1995年擔任香港羽毛球總會法律顧問，1995年至1997年改任該會副會長（1985年起已被選為副會長），2001年以副團長身份隨香港代表團出席第9屆中國全運會。同時，他是香港公益金、九龍樂善堂、懲教職員義工團、香港私家醫院聯會、香港肝壽基金、香港中華業餘游泳總會以及香港遊樂場協會的義務 / 名譽法律顧問，商界助更生委員會的名譽顧問和志願戒毒康復就業輔導會的顧問。1997年至1999年擔任樂善堂余近卿中學校監。
商界方面，他曾任英皇國際集團非執行董事（1991年至1995年），也是前凱華集團非執行董事（1994年至1995年）。